# Кокорекін Олексій Олексійович
Олексій Олексійович Кокорекін (1906—1959) — радянський графік. Заслужений діяч мистецтв РРФСР (1956). Лауреат двох Сталінських премій (1946, 1949).

## Біографія
А. А. Кокорекін народився в місті Сарикамиш (нині Туреччина). У 1927—1929 роках навчався в Кубанському художньо-педагогічному технікумі. З 1929 року в Москві. Виконував тематичні картини, ілюстрації, пейзажі. Відомий головним чином як плакатист. У своїх політичних плакатах втілював мужні, вольові характери радянських людей, звертався до великомасштабних зображенням та живописним (деколи близьким до станковим) колірним рішенням. В 1941—1943 роках — художник Військового видавництва при ПУ РСЧА, з 1943 року — СТЗ імені М. Б. Грекова. Брав участь у випуску «Вікон ТАСС».
Внучка — телеведуча О. В. Кокорекіна.
А. А. Кокорекін помер 29 грудня 1959 року від натуральної віспи (лат. Variola vera), на яку він захворів після поїздки в Індію, тим самим спровокувавши спалах цього захворювання в Москві. Похований у колумбарії Новодівичого кладовища.

## Плакати
- «1-е Травня. Ми з вами, товариші!» (1933)
- «До праці і оборони будь готовий!» (1934)
- «Строй зімкнувши, поруч з товаришами…» (1937)
- «Хай живе непереможна Червона Армія!» (1937)
- «З Новим роком! 1-е січня 1939» (1938)
- «Смерть фашистської тварюці!» (1941)
- «Світло у вікні — допомога ворогові» (1941)
- «За Батьківщину!» (1942)
- «Усе для перемоги! Фронту від жінок СРСР» (1942)
- «У цій фронтовий зведенні є і мій бойовий труд!» (1943)
- «Коли бронебойщик стоїть на шляху, фашистському танку ніяк не пройти» (1943)
- «Воїну-переможцю — всенародну любов!» (1944)
- «Так буде з фашистським звіром» (1944)
- «Радянський прапор, прапор народне…» (1945)
- «Переможної Батьківщині — слава!» (1945)
- «З0 років Жовтня» (1947; триптих)
- «Даємо понад плану, товариші лісоруби!» (1949)
- «Колгоспному селі — електроенергію та радіо!» [Архівовано 10 травня 2013 у Wayback Machine.] (1949)
- «Вищий клас радянського футболу!» (1954)
- «Батьківщині нові мільйони кіловат!» (1955)
- «До нових перемог у праці та спорті!» (1955)
- «Слава вільній праці!» (1957)
- «Бережімо рідну країну!»

## Нагороди та премії
- Сталінська премія другого ступеня (1946) — за серію військових плакатів (з колективом)
- Сталінська премія третього ступеня (1949) — за серію політичних плакатів (з колективом)
- заслужений діяч мистецтв РРФСР (1956)
- медалі